# La Puebla de Alfindén
La Puebla de Alfindén est une commune d’Espagne, dans la province de Saragosse, communauté autonome d'Aragon, Comarque de Saragosse.

## Jumelage
Lée (France) depuis 1997